# Војислав Субботић
Војислав Субботић (у многим изворима наведен као Суботић; Нови Сад, 6. јануар 1859 — Београд, 4. децембар 1923) био је српски хирург, резервни санитетски пуковник, један од оснивача Медицинског факултета у Београду, на коме је био професор , шеф хируршког одељења Опште државне болнице у Београду, водећи хирург у Србији крајем 19. и почетком 20. века. Објавио је низ радова из области абдоминалне хирургије, урологије, ортопедије. Његово име је у толикој мери повезано са оснивањем, развојем и афирмацијом српске оперативне медицине да се умногоме може тврдити да је био отац практичне хирургије у Србији.

## Биографија
Војислав Субботић је био син српског песника и политичара Јована Субботића и његове супруге Савке (рођене Полит-Десанчић), добротворке, феминисткиње и прве председнице Српског женског савеза. Родитељи су му живели у Новом Саду, где је и он рођен 1859. године. Имао је још три брата: Дејана (постао генерал-потпуковник руске царске армије), Бранислава и Озрена и сестру Верицу. Основну школу завршио је у Загребу, гимназијско образовање је започео у Карловцима, а завршио у Новом Саду. Медицинске студије је започео у Бечу, које је са 17 година прекинуо да би за време Српско-турског рата 1876. године, као добровољац учествовао у борбама на Дрини. Студије наставља у Паризу, а у доктора медицине је промовисан у својој 22. години - 1881. године у Бечу.
Као млад, веома даровит и амбициозан, лекар његова жеља је била да се даље усавршава. По завршетку студија ради на патолошкој анатомији, а затим као аспирант на Хируршкој клиници проф. др Едуарда Алберта, познатог чешког хирурга, који је од 1881. године био професор хирургије у Бечу. Др Алберт је познат по Албертовом шаву, који је увео у употребу у дигестивну хирургију.
Праксу је у Земуну 1884. године када је постављен за градског физикуса и примарног лекара. Касније је основао прво хируршко одељење Земунске болнице. На позив Српског санитета, иако млад хирург, отворио је прво хируршко одељење у Београду 1889. године у тадашњој Палилулској болници.
У рату са Бугарима и Балканским ратовима (1912—1913.) је стекао многа искуства заснована на повредама малокалибарским оружјем, које проузрокује велика разарања ткива. С обзиром да је претежно радио као грађански, а не као војни хирург у Београду, нису му стизали многи од тешких рањеника који су страдали још на бојишту или убрзо након рањавања. Радећи у Палилулској болници, све до 1907. када прихвата место шефа болнице на Врачару - Опште државне болнице, др Субботић је својом енергијом покушао и успео, да запуштене болничке прилике измени до те мере да је болница постала једна од најбољих установа тог времена. Био је строг и ауторитативан шеф.
Године 1906. први пут је изабран за председника Српског лекарског друштва. Др Субботић је као учесник у ратовима 1912—1918. радио као грађански и у својству војног хирурга. У рату са Бугарима и Балканском рату радио је у позадини, Београду, где су стизали рањеници са бојишта. За време Првог светског рата он је као резервни санитетски пуковник радио у Београду, а потом у Нишу. Не желећи да падне у ропство непријатеља, евакуисао се преко Албаније, иако је његово здравствено стање било тешко због стенокардичних напада, које га је пратило током остатка живота. Оронуо и ослабио, више није имао своје хируршко одељење, одлази у Париз и Лондон, где је радио (1916—1918) у интералијалној комисији као наш делегат, користећи своја широка познанства у иностраним лекарским круговима. У Лондону је одржао предавање „О епидемији пегавца у Србији 1914—1915. године.
Године 1916. конструисао је шину за имобилизацију бутњаче и приказао је у Париској академији медицине, због чега је, између осталог и за остале значајне услуге нашег санитета, изабран за члана Париског хируршког друштва 1916. године. Др Субботић је био један од првих хирурга у свету који је применио репарацију крвног суда уместо подвезивања. Почетком 1918. он се вратио на Крф и ставио на располагање министру војном, одакле је отишао у Солун. Ту му је понуђен безбедан рад у позадини Солунског фронта, међутим, он то није прихватио. Тражио је да ради на фронту и изабрао Другу армију, чији је командант био војвода Степа Степановић, и у њој је радио са својим ученицима. Искуство др Субботића и његови савети често су помогли да спасу велики број тешких рањеника. Прешавши Солунски фронт заједно са својим ученицима и сарадницима радио је у „Пољској хируршкој болници“ у Драгоманцима.
Та болница је саграђена по његовој идеји и могла је да служи на част својим хирурзима и по завршетку операција добила је велику похвалу од стране војводе Степановића. Поред тога, др Субботић је био одличан посматрач, систематичан и студиозан научни радник. Својим успесима у раду и саопштењима стекао је глас ванредног ратног хирурга, јер је био покретач и носилац епохе савремене хирургије у нас. Није случајно изабран у то време за члана Друштва ратних хирурга САД и Енглеске.
Идеја за оснивање Медицинског факултета у Београду потекла је још давне 1898. када је Народна скупштина Краљевине Србије донела одлуку да се Велика школа у Београду подигне на степен универзитета. На основу израђеног пројекта комисије из састава СКА и Велике школе, тек законом из 1905. ова промена је извршена, али Медицински факултет у то време није отпочео са радом. Међутим, уз меморандум Српског лекарског друштва, тадашња влада је одредила комисију у саставу: др Милана Јовановића, др Војислава Субботића и др Ђорђа Јоановића, да израде Нацрт организације будућег Медицинског факултета. Ова акција уродила је плодом и маја 1914. Народна скупштина Краљевине Србије донела одлуку о отварању Медицинског факултета. Први светски рат је омео извођење овог плана и тек по завршетку рата 20. фебруара 1920. је почело административно функционисање Медицинског факултета у Београду.
После дугогодишњег и напорног рада др Субботић је поставио темеље прве хируршке литературе у нас и постао отац не само српске хирургије, него целокупне оперативне медицине. Због својих заслуга, изабран је 1919. за редовног професора хирургије. За првог декана новооснованог факултета изабран је проф. др Милан Јовановић Батут, а први продекан постао је проф. др Субботић. Следеће, 1921. он је изабран за декана. Његов избор за декана, утицао је на оживљавање свих делатности Медицинског факултета. У исто време је основао и Прву хируршку клинику, чији је први директор био лично он.
За допринос медицинској науци и хируршкој пракси проф. др Војислав Субботић је за живота добио највише награде, одликовања и признања. Поред наведеног био је члан Француског, Немачког и Међународног хируршког друштва, Пештанског лекарског друштва, као и члан члан Париске академије медицине. Међутим, највећа награда му је била, како је сам једанпут рекао, поштовање и љубав његових ђака. Др Субботић је преминуо децембра 1923. у Београду у 64. години живота.

## Дела
У периоду 1886—1925 објавио је укупно 36 стручних научних радова, од чега се 20 налази у домаћој стручној литератури. Његов први рад Хирургија, цртице из Бугарско-српског рата из 1886. године у Загребу, описује обраду преко 350 рањеника са антисептичким методама, које су у то време биле оспораване од стране конзервативних лекара.

## Легат породице
Заоставштина породице Субботић поклоњена је Музеју града Београда 1975. године. Састоји се од 56 предмета везаних већином за Војислава Субботића, његовог старијег брата Дејана по чину генерал-потпуковника и родоначелника породице др Јована Субботића, српског правника, филозофа и књижевника. Године 1986. Музеју су поклоњени породични албуми, генеалогија и друга породична документа.

## Никола Тесла и др Субботић
У 108. писму у књизи "Никола Тесла преписка са родбином", Марица Косановић, сестра Николе Тесле, пише да је у лето 1912. др Суботић био код Николе Тесле у визити. Њен син Милутин је доктор медицине и отишао је помоћу браће у Србију, због рата 1912, а примио га је др Субботић. Субботић му је причао о ујаку, а и самог Милутина су изванредно примили у Београду због славног ујака.

## Галерија
- Др Војислав Субботић са особљем Хируршког одељења Опште државне болнице, испред хируршких павиљона, око 1920. године
- Др Војислав Субботић са лекарима Хируршког одељења Опште државне болнице, 1914. година